# Cerrazo
Cerrazo es uno de los doce núcleos que forman el Ayuntamiento de Reocín, en la comunidad autónoma de Cantabria (España).

## Contexto geográfico
Está situado en una elevación al noroeste del ayuntamiento limitada al sur por el río Saja y al norte por la depresión que forma el arroyo llamado de La Marquesa, y está dispuesta en dirección sudeste-noroeste desde el pueblo de Villapresente al monte de Cildad (uno de los puntos más elevados del ayuntamiento con 291 m s. n. m. Dista de la capital del ayuntamiento de Puente San Miguel, 3 km, y unos 35 de la capital regional. Se encuentra muy próxima a la cueva de Altamira en Santillana del Mar.

## Historia

### Orígenes
La primera referencia  documental que tenemos de Cerrazo data de 1045, cuando un 28 de septiembre ciertas personas del concejo de Iguña hacen una escritura de permuta con el abad del monasterio de San Esteban que est in villa Cerraço. Esta escritura, contenida en el cartulario de Santa Juliana, nos informa de que esta “villa” está compuesta por kasas y molinariis, además de informarnos sobre su vocación agrícola y ganadera (pomares –manzanos-, silvas –bosques-, defesa spratis, felgarios,...-prados y helecheras-). Los límites que da el documento para el pueblo son por el norte Planes (el actual Herrán de Santillana), por el oeste villa Subpenna (actual sitio de Sopeña a los pies del monte de La Garita de Cildad), por el sur villa Presenti in flumine Salia (Villapresente y el río Saja) y por el este termino de Sancta Eolalia', que muy probablemente se refiera al nombre original de la actual sierra de Santolaja (por degeneración de Sanctaolalia > Santaolaya >Santolaya), que designa a la loma en la que se formaron las cavidades de lo que, desde los escritos de Marcelino Sanz de Sautuola, se denominó Altamira, aunque en principio se llamó  “Cueva de Santolaja”.
La cuestión de villa Subpenna merece nuestra atención, ya que el término “villa” indica, cuanto menos, un lugar habitado. Este paraje de Sopeña se encuentra al abrigo de La Peña, una formación rocosa vertical de piedra arenisca.
Gracias al Libro de Actas del pueblo de Cerrazo hemos hallado algunos microtopónimos de gran interés por la información que pueden contener. Así por ejemplo, el arroyo que nace en Sopeña y luego se denomina “Regato de La Marquesa” surge en la llamada “Fuente de los Moros”. Cuando en la arqueología española aparece el topónimo "Moro", hace referencia a restos de origen desconocido que encontraban los hombres medievales y que, por resultarles extraños, los asociaban a la ocupación musulmana.
Por otro lado, cerca de ese lugar hacia el este, en dirección a Peñalba, se encuentra un paraje denominado “El Cocino”, por haberse hallado allí, cuando se limpió el monte una piedra rectangular ahuecada, que se llamó así por la similitud con las que se emplean para dar de comer y beber al ganado. Este tipo de urna de piedra puede tener su origen en inhumaciones altomedievales.
Otros nombres de parajes en la zona de Ciudad son Gamonal, Peñalba y, sobre todo, Los Corrales, que se encontraban en el Alto de La Garita (sobre La Peña) y que hace referencia a restos de unas estructuras formadas por muretes circulares con el suelo encachado de piedra.  En esta zona el padre Patricio Guerin Betts realizó numerosas prospecciones que le llevaron a afirmar que había habido una ocupación prerromana. Desgraciadamente, tanto el alto de La Garita (por haber sido allanado para instalar un circuito de motocross) como en toda la zona de Sopeña, han sufrido grandes  movimientos de tierras que hacen imposible cualquier aclaración.
Unos 73 años después de aquella primera referencia documental, el 25 de enero de 1118 el matrimonio compuesto por Pedro Ectaz y Juliana otorga testamento a favor del abad Martín de la Colegiata de Santa Juliana de Santillana del Mar, cuius corpus tumulatum est in villa Planes (cuyo cuerpo se halla enterrado en la villa de Herrán), por el que donan a la abadía una tierra con manzanos que est in territorio de Camesa in villa de Cerraço in loco certissimo en Sancti Genesi, es decir que esa heredad se encuentra en Cerrazo en el lugar más señalado cerca de la Iglesia de San Ginés, y dado que los termina (linderos) que se dan son Santa Juliana, Doña Oria, Santa Juliana y por último illa itinera antiqua (aquellos caminos antiguos). Estos datos nos demuestran, por un lado la importancia del dominio de la abadía de Santillana, y por otro que ya desde el siglo XII se considera “antiguo” el camino que en los siglos XVII-XIX se denomina “Camino Real” (hoy llamado carretera del pueblo) y que será el organizador del poblamiento del pueblo hasta la construcción de la carretera CA-353 Puente San Miguel-Venta de Tramalón.
En el siglo XIII encontramos una referencia a la institución de un mayorazgo sobre una solar en Cerrazo que en 1259 otorga el abad de Santillana a Pedro Roiz de Cerrazo y su mujer Mari García, pero nos falta la referencia al lugar exacto del solar, porque el documento está muy incompleto.
Ya en el siglo XV nos encontramos con una escritura notarial de querella que data del año 1419 y en que figura una mujer, María de Aguilera, que es la primera referencia a Aguilera, uno de los solares del pueblo.
No se cuenta con más noticias de época medieval, siendo la siguiente noticia el  padrón de 1566.

## Toponimia
La localidad cuenta con una rica toponimia que en varios casos dio lugar a apellidos propios.

### Mieses
- Las Viñas: antes de la construcción de la carretera Puente San Miguel-Venta de Tramalón, esta mies limitaba por el norte con la iglesia, Camino Real en medio, al oeste el camino que, del Camino real, llevaba a La Gedesa (hoy "La Vieja") y el prado de La Gedesa (hoy de la familia Sampedro); al sur con el monte de La Horria y Alcedo y al este con el solar de Pérez de Tagle (hoy "El Solaruco"). Contiene microtopónimos como La Linariega, Las Cañaveras, El Hoyo,...
- La Roza: lindaba al sur con el barrio de Ileja y El Consejero (luego cementerio y hoy Campo de las Escuelas), al oeste con el Solar del Monte, al norte con La Marquesa y Solar de la Casona del Valle y al este con Braña del Valle y camino del Valle. Contiene los microtopónimos de: El Hero, La Cotera, El Calero, Llurullende, Las Cabarras,...
- Guilera: procede el topónimo Aguilera y lindaba al norte con el Prado Callejo y el Cierro de Alcedo, al este Prado Callejo y cambera de Los Salces, al sur con el Solar de Cabañías y monte común de Villapresente, y al oeste Alcedo y monte común.
- Gerrán/Herrán: procede del topónimo Herrán y lindaba al sur con Solar de Cofradías y Prado del Hoyo, al este Soherrán cambera en medio, al norte Sovallao y al oeste Prado Escudero y camino a San Esteban.

### Solares
- Solar de Vía: El perteneciente a la casa llamada de Migoya (con escudo de la familia González de la Sierra), linda al sur camino de La Mota, al norte El Joyu (El Hoyo), y al este camino a San Esteban.
- Solar del Valle: El perteneciente a la Casona del Valle (con escudo de la familia Huerta, Pérez, Puente y Salazar).
- Solar del Monte: El perteneciente a la Casa del Monte (con escudo de González de la Sierra), lindaba al este con mies de La Roza, al sur con camino del Monte, al oeste con La Braña y al norte con La Marquesa.
- Solarón del Tánago: En el barrio del Tánago, linda al este con La Gedesa, al sur con Barredíos, al norte con camino de Barredíos (hoy del cementerio) y al este con cambera de La Jerra.
- Solar de Guilera: Procede del topónimo Aguilera y pertenece a la Casa de Aguilera, lindaba al sur con la Casa de Aguilera, al oeste, norte y este con camino de Jumerón. Da nombre al barrio de Guilera, por lo que debe evitarse la deformación "Gilera" que figura en el Catastro, por alterar la fonética del topónimo.
- Solar de Alcedo: En el barrio de Guilera, linda al sur con la mies de Guilera, y al norte con Camino Real, al este con el callejón de la mies de Guilera y al oeste con la mies de Las Viñas.

## Patrimonio arquitectónico

### Arquitectura religiosa

#### Ermita del Santo Cristo de la Piedad
Se trata de una ermita privada, propiedad de la familia Pérez del Rivero, luego Pérez de Solapeña de la que sólo tenemos referencias a lo largo del siglo XIX.
Nada queda hoy de aquella ermita, que se encontraba en el llamado “Robledal del Tánago”, en la bifurcación del Camino Real con la calleja llamada antiguamente de Barredíos que hoy lleva al cementerio. Sus cimientos aparecieron divididos entre las huertas de Pedro Sanemeterio Fernández y Valentín Abascal Díaz. Esta ermita fue de la familia Pérez del Rivero>Pérez de Solapeña>Sánchez de Lavandero.
De la imagen del Cristo sabemos que se encuentra actualmente en la iglesia parroquial de Villapresente, por donación de la familia propietaria de la ermita, que la había mantenido muchos años en su propia casa. Esta familia son los herederos de Juan Antonio Rodríguez, natural de Villapresente, que fue ahijado y heredero de la última representante de la familia Solapeña, Dª Purificación Sánchez de Lavandero y Pérez de Solapeña. Esta familia Rodríguez reside en Puente San Miguel, de donde la iglesia de San Juan fue parroquia hasta los años 1960. La cruz que sostiene al Cristo es moderna, realizada por Javier Bueno González con vigas de roble antiguas, y el Cristo, de madera sin policromía, parece que pudo haber estado cubierto de cuero pintado.
Por testimonios orales sabemos que las ruinas tenían una planta rectangular con pequeño pórtico, que también aparece mencionado en el Libro de Bautizados de la parroquia como lugar de frecuente exposición de recién nacidos. Así como que en las procesiones fúnebres se hacía una parada en la ermita para rezar un responso. Con los materiales de esta ermita se construyó en la década de 1920 una casa en La Braña del Monte, propiedad de Daniel Pérez Venero, luego propiedad de su hija, Adela Pérez Rivero. La vivienda fue adquirida por la familia Martínez Torre, bisnietos de Dña. Ángeles Cacho y Gómez de la Casa, en 2021.

#### Santo del Coteruco
Sólo quedan los cimientos a la vista en la confluencia del antiguo Camino Real (hoy llamado en ese tramo “carretera del Santo”) y la carretera que sube desde la CA-353 hacia Cildad. Cuando se destruyó, se construyó un asubiadero cincuenta metros más arriba pero con materiales pobres.
Debía ser una pequeña edificación con una cruz o similar protegida por una reja de tornos y con un zaguán para asubiar (término montañés que se refiere al acto de protegerse de las inclemencias).
,